# Immigration française au Canada
L'immigration française au Canada est l'installation permanente, de longue durée ou temporaire de citoyens de la République française au Canada en vue d'acquérir la citoyenneté canadienne ou la résidence permanente, ou pour d'autres raisons. 

## Histoire

### Époque coloniale
Bien que le peuplement de la Nouvelle-France soit essentiellement le fait de Français, il ne s'agit pas véritablement d'une immigration au sens juridique, car la Nouvelle-France faisait déjà partie du royaume de France. La France a en réalité cherché à éviter à trop peupler le Canada, car elle le concevait comme une colonie-comptoir plutôt qu'une colonie de peuplement, contrairement aux Treize Colonies, qui étaient un ensemble de colonies de peuplement de la Grande-Bretagne.   
La forte croissance de la population québécoise après la Conquête britannique ne tient pas de l'immigration française mais résulte plutôt du taux de natalité exceptionnel de la population canadienne-française historique. De 8 500 pionniers aux débuts de la colonie, la population du Québec a augmenté à plus de 4 000 000 d'habitants en 1950.
À l'époque de la Révolution française, des ecclésiastiques et royalistes français se réfugient momentanément au Canada.

### Depuis 1867
Il existait un phénomène d'immigration française au XIXe siècle et au début du XXe siècle, mais ne concernait pas toujours des familles; elle était souvent le fait de religieux congréganistes qui fuyaient la situation qui leur était défavorable sous la Troisième République. 
Entre 1945 et 1960, le Canada reçoit 46 543 immigrants en provenance de la France, un apport modeste en comparaison à celui du Royaume-Uni (594 092 personnes), de l’Italie (259 821), de l’Allemagne (234 679) ou même des États-Unis (151 519).L'immigration française augmente toutefois à plus de 106 000 habitants en 1972. 
De nos jours, l'immigration française est de manière générale valorisée car elle contribuerait à préserver la langue française au Québec et ailleurs au Canada. À ce chapitre, le Québec et le Canada se sont fixés des objectifs en matière d'immigration francophone.
Au cours des dernières décennies, des journalistes et des sociologues ont constaté des phénomènes sociaux propres à l'immigration française : tenue d'élections françaises en sol canadien, concentration relativement importante de Français dans le quartier Plateau-Mont-Royal ou encore la popularité du permis travail-études. Il y aurait aujourd'hui plus de 200 000 Français seulement dans la région de Montréal, ce qui ferait de cette région l'un des endroits qui comptent le plus d'expatriés français. Les universités québécoises sont particulièrement appréciées des étudiants français cherchant à éviter le système Parcoursup, et qui bénéficient de frais de scolarité réduits par rapport aux étudiants étrangers des autres pays. Rien qu’à l’Université de Montréal, on compte 3 400 étudiants français en 2023.